# Куњан (Белуно)
Куњан (итал. Cugnan) је насеље у Италији у округу Белуно, региону Венето.
Према процени из 2011. у насељу је живело 152 становника. Насеље се налази на надморској висини од 539 м.